# 栄光郡
栄光郡（ヨングァンぐん）は、朝鮮民主主義人民共和国咸鏡南道中部に位置する郡。旧名は五老郡（オロぐん/오로군）。

## 地理
郡の北西部には、赴戦嶺から連なる山々が聳える。新興郡に発する城川江（ソンチョンガン/성천강）が郡内を流れ、平野を形作っている。

### 隣接行政区
- 北 － 長津郡
- 東 － 新興郡
- 南 － 咸州郡・咸興市
- 西 － 平安南道大興郡

## 行政区画
1邑・1労働者区・24里を管轄する。
| - 栄光邑（ヨングァンウプ） - 水電労働者区（スジョンノドンジャグ） - 観水里（クァンスリ） - 岐上里（キサンニ） - 東陽里（トンヤンニ） - 東中里（トンジュンニ） - 龍洞里（リョンドンニ） - 鳳興里（ポンフンニ） - 山蒼里（サンチャンニ） - 三興里（サムンニ） - 上中里（サンジュンニ） - 上通里（サントンニ） - 新徳里（シンドンニ） | - 新上里（シンサンニ） - 双松里（サンソンニ） - 仁多里（インダリ） - 柘洞里（チャドンニ） - 長興里（チャンフンニ） - 典洞里（チョンドンニ） - 中上里（チュンサンニ） - 千仏山里（チョンブルサンニ） - 豊上里（プンサンニ） - 豊湖里（プンホリ） - 花蔵里（ファジャンニ） - 後州里（フジュリ） - 興峯里（フンボンニ） |

## 歴史
郡内の黄草嶺（ファンチョリョン/황초령）には、新羅真興王の巡狩碑が建てられた。
1952年12月、北朝鮮の行政区画改編により、咸州郡の下岐川・上岐川・下朝陽・岐谷面などからなる五老郡が新設された（1面19里）。1954年には咸州郡・新興郡の一部を併合した。1981年、五老郡を栄光郡に改称した。2006年末現在、1邑24里労働者区からなる。

### 年表
この節の出典
- 1952年12月 - 郡面里統廃合により、咸鏡南道咸州郡下岐川面・上岐川面・下朝陽面・州北面・岐谷面をもって、五老郡を設置。五老郡に以下の邑・里が成立。(1邑19里)
  - 五老邑・上中里・東陽里・新上里・山蒼里・水電里・仁多里・鳳興里・龍洞里・鳳徳里・岐上里・東中里・新徳里・三興里・後州里・富民里・上通里・興峯里・長興里・松興里
- 1953年12月 (1邑1労働者区19里)
  - 鳳徳里が鳳興里に編入。
  - 鳳興里の一部が龍洞里に編入。
  - 五老邑の一部が仁多里に編入。
  - 東陽里の一部が分立し、双松里が発足。
  - 山蒼里の一部が分立し、隠中里が発足。
  - 水電里が水電労働者区に昇格。
- 1954年10月 (1邑1労働者区29里)
  - 新興郡豊上里・陵里・柘洞里・観水里・典洞里・千仏山里・花蔵里・中上里・中里・元平里を編入。
  - 隠中里が山蒼里に編入。
  - 鳳興里、咸州郡川原里の各一部が仁多里に編入。
  - 仁多里の一部が分立し、豊湖里が発足。
  - 仁多里の一部が咸州郡興保里に編入。
- 1956年9月 (1邑1労働者区26里)
  - 陵里が豊上里に編入。
  - 中里が中上里に編入。
  - 元平里が千仏山里に編入。
- 1960年10月 - 富民里・松興里が新設の咸興直轄市盤龍区域に編入。(1邑1労働者区24里)
- 1981年10月 - 五老郡が栄光郡に改称。(1邑1労働者区24里)
  - 五老邑が栄光邑に改称。

## 交通

### 鉄道
- 新興線
  - 長興駅 - 栄光駅 - 豊上駅 - 千仏山駅
- 長津線
  - 栄光駅 - 東陽駅 - 松堂駅 - 上通駅 - 龍水駅 - 下岐川駅 - 三巨駅 - 堡庄駅